# José Edmar
José Edmar De Castro Cordeiro mais conhecido apenas como José Edmar é um político brasileiro do Distrito Federal, que já foi deputado distrital e deputado federal. Ficou famoso quando em 2009, fez greve de fome em defesa do imposto único. Na época era filiado ao PR.
Na eleição de 2010, disputou pelo PSDB uma nova vaga na Câmara dos Deputados, obtendo 6.292 votos, o que não foi suficiente para se reeleger.
Em junho de 2016, foi preso por desobediência ao furar bloqueio da Polícia Militar contra invasores de um prédio, levando comida para os moradores.